# Todesfall Kristie Fischer
Kristie Fischer, ein drei Monate altes Baby, starb am 1. Dezember 1991 an Brandverletzungen. Ein damals zwanzig Jahre altes Schweizer Au-Pair, Olivia Riner, war mit dem Säugling alleine zu Hause, als das Feuer ausbrach.
Der Prozess gegen das Au-Pair-Mädchen führte zu einem großen Interesse der Öffentlichkeit, sowohl in den USA wie auch in der Schweiz. Das Interesse wurde durch den gleichzeitig erscheinenden Psychothriller Die Hand an der Wiege ebenfalls angeregt.
Riner hatte bereits drei Jahre Erfahrung als Au-Pair in der Schweiz und arbeitete als medizinische Praxis-Assistentin bei einem Kinderarzt, bevor sie für ein Jahr an die in Mount Pleasant (New York) lebende Familie Fischer vermittelt wurde.

## Brand und Strafprozess
Das Feuer brach an drei separaten Orten aus: In Kristies Raum, im Zimmer von Kristies erwachsener Halbschwester, und in Olivia Riners eigenem Zimmer. Riners Zimmer war das einzige, das nicht abgeschlossen war. Auf der Windel des Babys wurde brennbarer Farbverdünner nachgewiesen.
Der Ankläger George Bolen beschuldigte Olivia Riner des Mordes mit bedingtem Vorsatz (second-degree murder), und vorsätzlicher Brandstiftung.
Die Anklage konnte kein Tatmotiv schildern. Ebenso schwelte nach Aussage des Ehepaars Fischer kein Konflikt; der Vater von Kristie beschrieb Riner als intelligent, reserviert und Bücher liebend, der Umgang mit der Gastfamilie war jedoch gut. Es gab keine Beweise, welche das Au-Pair direkt belasteten: Es wurden keine Fingerabdrücke gefunden, und auf ihrem Körper und ihren Kleidern wurde kein Brandbeschleuniger gefunden. Auch gab es keine Zeugen, die Olivia Riner belasteten.
Für die Anklage war Olivia Riner jedoch die einzige Tatverdächtige, denn sie hatte erklärt, dass abgesehen von ihr und dem Säugling niemand zu Hause war, und sie hatte auch keine weitere Person wahrgenommen.
Die Verteidigerin Laura Brevetti brachte vor, dass Riner selbst Notrufe abgesetzt hatte, und das Kind aufgrund einer verschlossenen Zimmertür nicht retten konnte. Alex Prud’Homme beschreibt in seinem Artikel, wie Brevetti einen möglichen Täter ins Spiel brachte: Den damals 26-jährigen Automechaniker John Gallagher, der Freund der 22-jährigen Leah Fischer, welche die Halbschwester der getöteten Kristie war. Er erschien als erster am Brandort, entriss Riner den Feuerlöscher, und trat die verschlossene Zimmertüre ein. Laut Brevetti wurde Gallagher nur kurz befragt und von der Befragung existieren keine Aufzeichnungen. Des Weiteren sei einer der ersten eintreffenden Polizeibeamten sein Schwimmlehrer gewesen, und er nannte den Polizeichef „Onkel Tony“. Die Eltern von Kristie verboten es Gallagher, in deren Haus zu übernachten, weil dies sonst das Au-Pair-Mädchen störte. So, erklärte Brevetti, verfügte Gallagher über ein mögliches Tatmotiv.
Nach dreizehn Stunden Beratungen sprachen die Geschworenen Olivia Riner frei. Die Ermittler haben in diesem Kriminalfall keine andere Person angeklagt.